# Kalilangan
Kalilangan est une municipalité de la province de Bukidnon, aux Philippines.
Sa population était de 41 601 habitants en 2015.